# Осоковые
Осо́ковые, или Сытевые (лат. Cyperáceae) — обширное семейство однодольных растений, состоящее из многолетних (редко однолетних) трав, с виду похожих на злаки, растущих по берегам рек, на сырых лугах, болотах или в воде. Велика их роль и в формировании арктических растительных сообществ, где злаки представлены менее широко.
Обширное семейство, включающее свыше ста родов (110 родов по информации базы данных The Plant List, 2013) и более 5,5 тысяч видов (5784 вида по информации базы данных The Plant List, 2013).

## Ботаническое описание

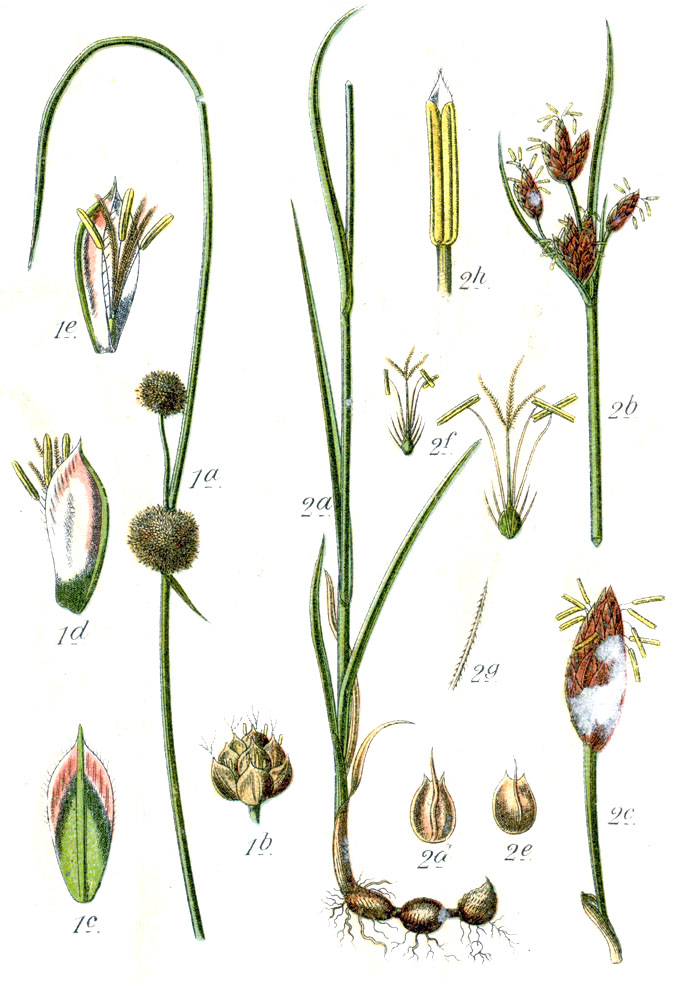
Виды осоковых:
1.,
2..

Размеры осоковых довольно сильно различаются: от нескольких сантиметров у видов рода Болотница (Eleocharis) до трёх — четырёх метров у видов родов Сцирподендрон (Scirpodendron), Мапания (Mapania), Сыть (Cyperus)
Корневище или короткое вертикальное, или длинное горизонтальное.
Стебель (соломина) обыкновенно трёхгранной формы, редко полый, как у злаков, часто с удлинённым верхним междоузлием, несущим соцветие. Стебли со сближенными при основании узлами, так что «настоящие» удлинённые междоузлия развиваются преимущественно у генеративных побегов.
Листья с замкнутым (не расколотым вдоль, как у злаков) влагалищем, плотно охватывающим стебель подобно трубке, и длинной линейной пластинкой, часто очень жёсткие, с режущим краем из-за мелких зубчиков, обращённых вниз или вверх. У одних осоковых стебель более или менее равномерно облиствен; у других листья скучены у основания (многие осоки) или на вершине стебля, как, например, у папируса (Cyperus papyrus). Нижние (а иногда и все) листья часто имеют редуцированные пластинки — остаются только влагалища. И листья, и стебли осоковых богаты механическими тканями, а также кремнезёмом, что обуславливает их применение в качестве кровельного и поделочного материала.
Цветки мелкие, невзрачные, у одних однополые, у других обоеполые, сидят в пазухах прицветных чешуй и собраны в соцветия — колоски, соединяющиеся в более сложные соцветия — колосья, головки, кисти, метёлки, зонтики. В случае однополых цветков мужские и женские часто находятся в разных колосках, иногда даже на разных особях (двудомные осоковые). Околоцветника совсем нет (что отражает приспособление осоковых к ветроопылению (анемофилии)) или он представлен нежными чешуйками, щетинками или волосками, которые сильно разрастаются по отцветании.(у пушицы (Eriophorum)..Тычинок в обоеполых и мужских цветках обычно три, они имеют длинные поникающие нити. Гинецей псевдомонокарпный, образованный тремя, реже двумя сросшимися плодолистиками. Верхняя завязь с одним семязачатком.

Формула цветка:{\displaystyle \star P_{3+3}\ or\ P_{0}\;A_{3-0}\;G_{{\underline {(3)}}-{\underline {(2)}}}}. 

Интересно устроена пыльца осоковых: после мейоза три из четырёх клеток редуцируются, и пыльцевое зерно, по сути дела, представляет собой так называемую псевдомонаду, соответствующую четырём «нормальным» пыльцевым зёрнам. Мужские цветки состоят практически только из тычинок, а женские, как правило, устроены сложнее. У родов Осока (Carex) и Унциния (Uncinia), например, прицветный лист (кроющая чешуя) обрастает вокруг завязи, так что пестик, а затем и развивающийся плод оказывается окружённым особой плёнчатой капсулой — мешочком.
Плод осоковых — орешек, часто трёхгранный, с более или менее твёрдым околоплодником.
Семя одно, с обильным крахмалистым или маслянистым эндоспермом и небольшим зародышем.

## Распространение и среда обитания
Растения семейства осоковых широко распространены по всему земному шару, особенно в умеренных и холодных областях.
К наиболее широко распространённым и крупным родам осоковых относятся род Осока (Carex) и род Сыть (Cyperus). К роду Сыть относится знаменитый папирус, стебли которого с древнейших времён до Средневековья служили источником бумаги. Он образует обширные заросли по берегам африканских рек и озёр. Виды рода Камыш (Scirpus) формируют обширные заросли по берегам пресных водоёмов. В тропиках широко распространены и другие осоковые: Ринхоспора (Rhinchospora), Меч-трава (Cladium), Склерия (Scleria). В арктических и умеренных областях доминируют болотницы, пушицы, осоки, причём представители последнего рода по степени участия в растительном покрове не уступают злакам и астровым, а кое-где и превосходят их. Больше всего видов осок обитает по болотам, сырым и болотистым лугам, берегам водоёмов, где осоки формируют специфические сообщества и зачастую определяют облик местности.

## Химический состав
Эпидермис листьев и стеблей в большей или меньшей степени пропитан кремнекислотой. В корневищах некоторых видов найдено эфирное масло. Алкалоиды, как правило, отсутствуют и найдены только в осоке парвской (Carex brevicollis).

## Хозяйственное значение и применение
Полезных растений среди осоковых очень мало. Эти сухие и жёсткие травы, бедные питательными веществами и богатые кремнезёмом, дают плохое сено, но по нужде и его скармливают. Тем не менее, обитающая в пустынях осока раздутая (Carex physodes) отличается высоким содержанием белков и протеинов и является ценным кормовым растением. Чуфа (Cyperus esculentus), растущая и местами разводимая в южной Европе, приносит съедобные подземные шишки (клубни), содержащие много масла и сахара и вкусом напоминающие миндаль («земляной миндаль»); их часто употребляют как лучший суррогат кофе. Съедобные шишки доставляют также Cyperus bulbosus и Scirpus maritimus в Индии, Scirpus tuberosus в Индии и Китае и другие виды.
Осоку песчаную (Carex arenaria) сеют на дюнах, преимущественно в Голландии, для удержания летучих песков (длинные корневища этой осоки скрепляют и задерживают песок).
Стебли (солома) Scirpus palustris и некоторых других осоковых идут на плетение половиков. Папирус (Cyperus papyrus) — крупное (до 3 м высотой) водное растение (растёт в Египте, Малой Азии, в Калабрии и Сицилии), из которого в древности выделывали знаменитую бумагу — папирус; теперь имеет мало значения (местами солома идёт для плетения).
Многие виды осоковых используются для оформления водоёмов в ландшафтном дизайне. Большой популярностью пользуется у любителей «водных садов» пушица влагалищная. Шелковистые и нежные волоски-околоцветники этой пушицы делают её похожими на пуховые шарики, что придаёт растению нарядный вид.
Очень полезное растение схеноплектус озёрный. Он играет важную роль в природе, фильтруя воду.

## Классификация

### Таксономическое положение
|  |                  |  |                    |                       |                   |  | класс Двудольные | класс Двудольные                           |                                            |  |              |  | ещё 15 семейств, в том числе Злаки (Poaceae) | ещё 15 семейств, в том числе Злаки (Poaceae) |  |
|  |                  |  |                    |                       |                   |  | класс Двудольные | класс Двудольные                           |                                            |  |              |  | ещё 15 семейств, в том числе Злаки (Poaceae) | ещё 15 семейств, в том числе Злаки (Poaceae) |  |
|  |                  |  |                    | отдел Покрытосеменные |                   |  |                  |                                            | порядок Злакоцветные (Poales)              |  |              |  |                                              |                                              |  |
|  |                  |  |                    | отдел Покрытосеменные |                   |  |                  |                                            | порядок Злакоцветные (Poales)              |  | до 120 родов |  |                                              |                                              |  |
|  | царство Растения |  |                    |                       | класс Однодольные |  |                  |                                            | семейство Осоковые                         |  |              |  |                                              |                                              |  |
|  | царство Растения |  |                    |                       |                   |  |                  |                                            |                                            |  |              |  |                                              |                                              |  |
|  |                  |  | отдел Голосеменные | отдел Голосеменные    |                   |  |                  | ещё 10 порядков (согласно Системе APG III) | ещё 10 порядков (согласно Системе APG III) |  |              |  |                                              |                                              |  |
|  |                  |  |                    | отдел Голосеменные    |                   |  |                  |                                            | ещё 10 порядков (согласно Системе APG III) |  |              |  |                                              |                                              |  |

## Некоторые роды

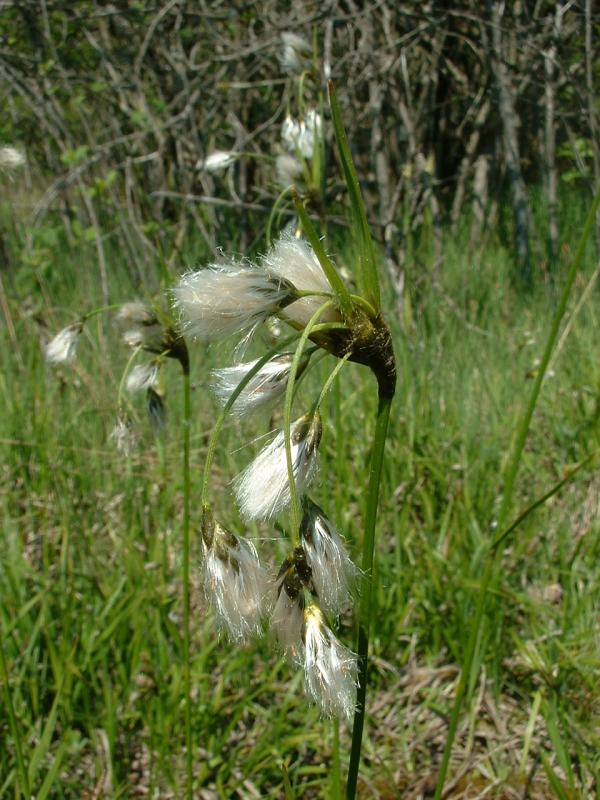
Пушица широколистная (Eriophorum latifolium)

По информации базы данных The Plant List (2013) семейство включает 110 родов. Некоторые из них:
- Blysmus Panz. ex Schult. — Поточник, или Блисмус
- Bolboschoenus (Asch.) Palla — Клубнекамыш
- Carex L. — Осока
- Cladium P.Browne — Меч-трава
- Cyperus L. typus[5] — Сыть
- Eleocharis R.Br. — Ситняг, или Болотница
- Eriophorum L. — Пушица
- Kobresia Willd. — Кобрезия
- Rhynchospora Vahl — Очеретник
- Schoenoplectiella Lye — Камышовничек
- Schoenoplectus (Rchb.) Palla — Схеноплектус
- Schoenus L. — Схенус
- Scirpoides Ség. — Камышевидник
- Scirpus L. — Камыш